# Garibaldi (Canada)
Garibaldi era una località del Canada nella Columbia Britannica, oggi abbandonata. Chiamata originariamente Daisy Lake, sorgeva lungo il fiume Cheakamus, la località nacque in seguito all'apertura della linea ferroviaria BC Rail; l'ufficio postale fu aperto nel 1916. Nel 1932 fu adottato il nome di Garibaldi (anche Garibaldi Lodge e Garibaldi Townsite) nell'ambizione di sviluppare la città come sede del Garibaldi Provincial Park, istituito nell'area del monte Garibaldi; la città si attrezzò anche come stazione sciistica, tanto da ospitare gare della coppa del mondo di sci alpino. Nel 1981 la regione, vulcanica, fu dichiarata inabitabile dalle autorità a causa dei rischi connessi all'attività vulcanica nota come "The Barrier". Garibaldi fu così abbandonata.